# Michael Lombardi
Michael Lombardi (ur. 2 września 1976 w Waterbury) – amerykański aktor, muzyk i producent filmowy.

## Życiorys

### Wczesne lata
Urodził się i dorastał w Waterbury w Connecticut jako syn JoAnny i Louisa Lombardiego. Jego ojciec był fanem boksu, co doprowadziło do stworzenia prowizorycznego ringu wykonanego z filarów ich wiaty i meczów z innymi dziećmi z sąsiedztwa. Uczęszczał do Connecticut Conservatory of Performing.

### Kariera
Karierę rozpoczął w Nowym Jorku jako muzyk, zanim odkrył aktorstwo. Studiował technikę aktorską Sanforda Meisnera w nowojorskim William Esper Studio. Swoje doświadczenie zdobywał występując w małych produkcjach off-Broadwayowskich. Podczas pracy z Denisem Learym przy serialu ABC Zawód glina (The Job, 2002), odkrył, że łączy ich pasja do hokeja na lodzie, co doprowadziło do przyjaźni poza planem. Po raz pierwszy przyciągnął szerokie zainteresowanie w roli młodego strażaka Mike’a Sillettiego w serialu FX Wołanie o pomoc (Rescue Me, 2004–2011). Przygotowując się do roli pracował ze strażakami w straży pożarnej w Nowym Jorku w ich ośrodku szkoleniowym Randall’s Island. W melodramacie Nurek pod wodą (Cayman Went, 2009) u boku Susan Misner i Jeffreya DeMunna zagrał rolę Josha Andersa, znanego niegdyś aktora, gwiazdy popularnego serialu, który przeszłości mężczyzna miał wielu fanów, ale został zmuszony szukać nowych sposobów na zarabianie pieniędzy. W dramacie sensacyjnym Ostatni rycerze (Last Knights, 2015) z udziałem Clive’a Owena i Morgana Freemana został obsadzony w roli rycerza Josiaha.
Grając na perkusji od lat młodzieńczych, w 2008 założył i został wokalistą rockowego zespołu Apache Stone. Jego koledzy z zespołu wzięli udział w piątym sezonie serii Wołanie o pomoc, kiedy jego postać przejęła bar i zespół. Był producentem teledysku grupy Papa Roach do utworu „The Ending” (2020) oraz wyreżyserował wideoklip formacji Bad Wolves do „If Tomorrow Never Comes” (2022).

## Filmografia
- 2000: Saturday Night Live jako statysta
- 2002: Zawód glina (The Job) jako Manuel z Cabana Boy
- 2004–2011: Wołanie o pomoc (Rescue Me) jako Mike Silletti
- 2006: Banshee jako Oliver Fitzgerald
- 2007: Sześć stopni oddalenia (Six Degrees) jako Lucas Farrow
- 2012: CSI: Kryminalne zagadki Miami jako Liam Flynn
- 2014: Castle jako Tommy Fulton
- 2016: Zaprzysiężeni jako Sal Vinchetti
- 2017: Kroniki Times Square jako Eddie